# ラスマス・フェイバー・プレゼンツ・プラチナ・ジャズ 〜アニメ・スタンダード〜
『ラスマス・フェイバー・プレゼンツ・プラチナ・ジャズ 〜アニメ・スタンダード〜』（Rasmus Faber presents Platina Jazz 〜Anime Standards〜）は、ラスマス・フェイバー・プレゼンツ・プラチナ・ジャズ演奏によるアニメソングのジャズカバーアルバム。2009年以降、ビクターエンタテインメントより6作 (Vol.1 - 6) が発売されている。

## 概要
「アニメソング（またはアニメサントラ）のジャズカバー」というコンセプトはビクター側が企画したもので、『妖怪人間ベム』や『ルパン三世』といった1960年代から1970年代のアニメ作品にジャズが関係していた、という点から始まっている。制作に関しては、スウェーデン出身の気鋭ハウスプロデューサー、ラスマス・フェイバーにプロデュースを依頼した。ジャズピアニスト出身のラスマスは、幼い頃から日本のアニメ音楽にも親しんでおり、本盤の趣向にふさわしい音楽家であった。ラスマスは「どちらのファンにも楽しめる、オリジナルに忠実で、全曲リアルでタイムレスなジャズにしようと試みたんだよ」と語っている。
選曲については「日本独特の旋律の素晴らしさを最大限に引き出す」ことをテーマに、100曲以上の候補曲の中から厳選した。対象は新旧問わず、聴きなじみのある名曲から通好みなナンバーまで幅広い。
演奏メンバーにはスウェーデン国内の実力派ジャズ・ミュージシャンが集まった。ラスマスが「ビル・エヴァンスの再来」と評価するマーティン・パーソン（ピアノ）と、マーティン・ホーパー（ベース）、オーラ・ボッゼン（ドラムス）から成るピアノトリオを中心として、ブラスセクションやストリングスセクションを加え、ラスマスの父親であるバリトン・サックス奏者グンナール・ベリィステーンも参加した。収録はかつてABBAが使用したことでも知られるストックホルムのアトランティス・スタジオで行った。
また、ボーカルトラックでは、ラスマスのヒットシングル"Ever After"や"Are You Ready"で共演したエミリー・マクイーワンをフィーチャーしている。『はじめてのチュウ』を歌うニクラス・ガブリエソンの本業はドラマーだが、フランク・シナトラのカバーバンドをリードしている美声の持ち主である。
アルバムジャケットのアートワークは『OVERMANキングゲイナー』や『交響詩篇エウレカセブン』のキャラクターデザイナーである吉田健一が手掛けている。
2014年11月19日には、演奏曲の中から人気のある13曲をセレクトした『プラチナ・ジャズ - アニメ・ヒット・セッションズ』（VICP-65273）が発売された。

## 反響
Vol.1発売にあわせてスウェーデンのジャズクラブで行ったリリース記念ライブの模様をラスマスがYouTubeで公開したところ、ニコニコ動画に転載された「星間飛行」の動画がネット上で話題となり、再生回数が約25万回を数え、動画ランキングにおいて総合1位を記録するという出来事が起こった。その後、再生回数は118万回を超えている（2013年1月末時点）。
1作目のタイトルに「Vol.1」と付けたのは、ヨーロッパのジャズ界では験担ぎの意味があったためで、当初は単発企画の予定だったが、1作目のヒットによりシリーズ化され、後述の来日公演も実現した。Vol.1、Vol.2の2作はiTunesアニメチャート1位、Amazonジャズチャート1位を獲得。Vol.3はBillboard JAPANのジャズアルバムチャートで週間1位を3回獲得した。
ジャズ専門誌『スイングジャーナル』からアニメ専門誌『ニュータイプ』まで様々なメディアで評価され、原曲を手掛けた音楽家やアニメ製作者からも支持された。
2010年には同様のアニメソングカバー企画として、フランスのボサノヴァ歌手クレモンティーヌが『アニメンティーヌ 〜ボッサ・ドゥ・アニメ〜』、スウェーデンのポップシンガーメイヤが『アニメイヤ〜ジブリ・ソングス』をリリースしている（両作ともソニー・ミュージックジャパンインターナショナル）。

## 収録曲

### Vol.1（2009年）
『ラスマス・フェイバー・プレゼンツ・プラチナ・ジャズ 〜アニメ・スタンダード Vol.1〜』（2009年11月25日発売、VICP-64778）
| #   | タイトル                                                                                | 作詞 | 作曲・編曲 | 備考                                                                            |
| --- | --------------------------------------------------------------------------------------- | ---- | ---------- | ------------------------------------------------------------------------------- |
| 1.  | 「ハレ晴レユカイ (Hare Hare Yukai)」                                                    |      |            | テレビアニメ『涼宮ハルヒの憂鬱』EDテーマ（2006年）                              |
| 2.  | 「ハッピー☆マテリアル (Happy Material)」                                                |      |            | テレビアニメ『魔法先生ネギま!』OPテーマ（2005年）                               |
| 3.  | 「Genesis of Aquarion (Genesis of Aquarion)」(feat. Emily McEwan)                       |      |            | テレビアニメ『創聖のアクエリオン』挿入歌（2005年）                              |
| 4.  | 「星間飛行 (Seikan Hikou)」                                                             |      |            | テレビアニメ『マクロスF』挿入歌（2008年）                                       |
| 5.  | 「水の証 (Mizu No Akashi)」                                                             |      |            | テレビアニメ『機動戦士ガンダムSEED』挿入歌（2002年）                            |
| 6.  | 「コスモスに君と (Cosmos Ni Kimito)」                                                   |      |            | テレビアニメ『伝説巨神イデオン』EDテーマ（1980年）                              |
| 7.  | 「君をのせて (Carrying You)」                                                           |      |            | アニメ映画『天空の城ラピュタ』主題歌（1986年）                                  |
| 8.  | 「そらのむこう (Sora No Mukou)」                                                        |      |            | テレビアニメ『ひぐらしのなく頃に解』EDテーマ（2007年）                          |
| 9.  | 「時の記憶 (Toki No Kioku)」                                                            |      |            | OVA『ぼくの地球を守って』EDテーマ（1993年）                                     |
| 10. | 「Thanatos -If I Can't Be Yours- (Thanatos -If I Can't Be Yours-)」(feat. Emily McEwan) |      |            | アニメ映画『新世紀エヴァンゲリオン劇場版 Air/まごころを、君に』挿入歌（1997年） |
| 11. | 「オネアミスの翼〜メイン・テーマ (Main Theme - The Wings of Honneamise)」               |      |            | アニメ映画『王立宇宙軍 オネアミスの翼』メインテーマ（1987年）                   |
| 12. | 「光の天使 (Children Of The Light)」(feat. Emily McEwan)                                |      |            | アニメ映画『幻魔大戦』主題歌（1983年）                                          |
| 13. | 「夢色のスプーン (Yumeiro No Spoon)」                                                   |      |            | テレビアニメ『スプーンおばさん』OPテーマ（1983年）                              |
| 14. | 「炎のたからもの (Fire Treasure)」                                                      |      |            | アニメ映画『ルパン三世 カリオストロの城』主題歌（1979年）                       |
| 15. | 「ガーネット (Gaanetto)」                                                               |      |            | アニメ映画『時をかける少女』主題歌（2006年）                                    |
| 16. | 「doll (doll)」                                                                         |      |            | テレビアニメ『GUNSLINGER GIRL -IL TEATRINO-』EDテーマ（2008年）                 |
| 17. | 「空へ… (Sorae...)」                                                                    |      |            | テレビアニメ『ロミオの青い空』OPテーマ（1995年）                                |
| 18. | 「Voices (Voices)」                                                                     |      |            | OVA『マクロスプラス』メインテーマ（1994年）                                     |

### Vol.2（2010年）
『ラスマス・フェイバー・プレゼンツ・プラチナ・ジャズ 〜アニメ・スタンダード Vol.2〜』（2010年11月17日発売、VICP-64900）。CD EXTRAの特典映像として「星間飛行」のストックホルムライブ映像を収録。
| #   | タイトル                                                                          | 作詞 | 作曲・編曲 | 備考                                                                  |
| --- | --------------------------------------------------------------------------------- | ---- | ---------- | --------------------------------------------------------------------- |
| 1.  | 「はじめてのチュウ (Hajimete no Chuu (My First Kiss))」(feat. Niklas Gabrielsson) |      |            | テレビアニメ『キテレツ大百科』OPテーマ（1990年）                      |
| 2.  | 「冒険でしょでしょ? (Bouken Desho Desho?)」                                       |      |            | テレビアニメ『涼宮ハルヒの憂鬱』OPテーマ（2006年）                    |
| 3.  | 「Adesso e Fortuna 〜炎と永遠〜 (Adesso e Fortuna)」                              |      |            | OVA『ロードス島戦記』OPテーマ（1990年）                               |
| 4.  | 「プレパレード (Preparade)」                                                      |      |            | テレビアニメ『とらドラ!』OPテーマ（2008年）                           |
| 5.  | 「Skies Of Love (Skies of Love)」(feat. Emily McEwan)                             |      |            | OVA『銀河英雄伝説』第1期OPテーマ（1988年）                            |
| 6.  | 「愛の輪郭（） (Ai no Field)」                                                    |      |            | テレビアニメ『ブレンパワード』EDテーマ（1998年）                      |
| 7.  | 「人生のメリーゴーランド (Merry-Go-Round of Life)」                               |      |            | アニメ映画『ハウルの動く城』メインテーマ（2004年）                    |
| 8.  | 「暁の車 (Akatsuki no Kuruma)」                                                   |      |            | テレビアニメ『機動戦士ガンダムSEED』挿入歌（2002年）                  |
| 9.  | 「約束はいらない (Yakusoku wa Iranai)」                                           |      |            | テレビアニメ『天空のエスカフローネ』OPテーマ（1996年）                |
| 10. | 「HELLO, VIFAM (Hello, Vifam)」(feat. Emily McEwan)                               |      |            | テレビアニメ『銀河漂流バイファム』OPテーマ（1983年）                  |
| 11. | 「そばかす (Sobakasu (Freckles))」                                                |      |            | テレビアニメ『るろうに剣心 -明治剣客浪漫譚-』OPテーマ（1996年）       |
| 12. | 「For フルーツバスケット (For Fruits Basket)」                                    |      |            | テレビアニメ『フルーツバスケット』OPテーマ（2001年）                  |
| 13. | 「yume no tamago (Yume no Tamago)」(feat. Emily McEwan)                           |      |            | テレビアニメ『ラーゼフォン』EDテーマ（2002年）                        |
| 14. | 「Voyage (Voyage)」                                                               |      |            | テレビアニメ『ファンタジックチルドレン』OPテーマ（2004年）            |
| 15. | 「アイモ〜鳥のひと (Aimo - Tori no Hito -)」                                      |      |            | テレビアニメ『マクロスF』挿入歌（2008年）                             |
| 16. | 「魂のルフラン (Tamashii no Refrain)」                                            |      |            | アニメ映画『新世紀エヴァンゲリオン劇場版 シト新生』主題歌（1997年）   |
| 17. | 「キグルミ惑星 (Kigurumi Wakusei)」                                               |      |            | テレビアニメ『はなまる幼稚園』第2話EDテーマ（2010年）                 |
| 18. | 「愛・おぼえていますか (Ai Oboete Imasuka (Do You Remember Love))」               |      |            | アニメ映画『超時空要塞マクロス 愛・おぼえていますか』主題歌（1984年） |

| #  | タイトル                               | 作詞 | 作曲・編曲 | 備考                                      |
| -- | -------------------------------------- | ---- | ---------- | ----------------------------------------- |
| 1. | 「星間飛行」(ストックホルムライブ映像) |      |            | テレビアニメ『マクロスF』挿入歌（2008年） |

### Vol.3（2012年）
『ラスマス・フェイバー・プレゼンツ・プラチナ・ジャズ 〜アニメ・スタンダード Vol.3〜』（2012年2月8日発売、VICP-65036）
| #   | タイトル                                                                      | 作詞 | 作曲・編曲 | 備考                                                            |
| --- | ----------------------------------------------------------------------------- | ---- | ---------- | --------------------------------------------------------------- |
| 1.  | 「銀河鉄道999 (The Galaxy Express 999)」(feat. Niklas Gabrielsson)            |      |            | アニメ映画『銀河鉄道999』主題歌（1979年）                       |
| 2.  | 「風の谷のナウシカ (Nausicaa of the valley of the wind)」(feat. Emily McEwan) |      |            | アニメ映画『風の谷のナウシカ』シンボルテーマソング（1984年）    |
| 3.  | 「海の見える街 (A Town With An Ocean View)」                                  |      |            | アニメ映画『魔女の宅急便』イメージソング（1989年）              |
| 4.  | 「わが名は小学生 (Waganawa Shougakusei)」                                     |      |            | テレビアニメ『みつどもえ 増量中!』OPテーマ（2011年）            |
| 5.  | 「悲しい予感 (Pressentiment Triste)」(feat. Sara Jangfeldt)                   |      |            | テレビアニメ『月詠 -MOON PHASE-』EDテーマ（2004年）             |
| 6.  | 「1/2 (1/2)」                                                                 |      |            | テレビアニメ『るろうに剣心 -明治剣客浪漫譚-』OPテーマ（1997年） |
| 7.  | 「H.T (H.T)」                                                                 |      |            | テレビアニメ『TRIGUN』OPテーマ（1998年）                        |
| 8.  | 「小さなてのひら (Chiisana Tenohira)」                                        |      |            | テレビアニメ『CLANNAD 〜AFTER STORY〜』挿入歌（2008年）         |
| 9.  | 「プラチナ (Platinum)」                                                       |      |            | テレビアニメ『カードキャプターさくら』第3期OPテーマ（1999年）   |
| 10. | 「ルパン三世・愛のテーマ (Stolen Moments)」(feat. Niklas Gabrielsson)         |      |            | テレビアニメ『ルパン三世』テレビ第2シリーズEDテーマ（1977年）   |
| 11. | 「輝く空の静寂には (Kagayaku Sorano Shijimaniwa)」                            |      |            | テレビアニメ『黒執事II』挿入歌（2010年）                        |
| 12. | 「デリケートに好きして (Enchanting Creamy)」                                  |      |            | テレビアニメ『魔法の天使クリィミーマミ』OPテーマ（1983年）      |
| 13. | 「天使のゆびきり (Tenshino Yubikiri)」                                        |      |            | テレビアニメ『彼氏彼女の事情』OPテーマ（1998年）                |
| 14. | 「対象a (Taishou a)」                                                         |      |            | テレビアニメ『ひぐらしのなく頃に解』EDテーマ（2007年）          |
| 15. | 「God Only Knows (God Only Knows)」                                           |      |            | テレビアニメ『神のみぞ知るセカイ』第1期OPテーマ（2010年）       |
| 16. | 「旅の途中 (Tabino Tochuu)」                                                  |      |            | テレビアニメ『狼と香辛料』OPテーマ（2008年）                    |
| 17. | 「Gravity (Gravity)」(feat. Emily McEwan)                                     |      |            | テレビアニメ『WOLF'S RAIN』EDテーマ（2003年）                   |

### Vol.4（2013年）
『ラスマス・フェイバー・プレゼンツ・プラチナ・ジャズ 〜アニメ・スタンダード Vol.4〜』（2013年6月19日発売、VICP-65155）
| #   | タイトル                                                              | 作詞 | 作曲・編曲 | 備考                                                                                                |
| --- | --------------------------------------------------------------------- | ---- | ---------- | --------------------------------------------------------------------------------------------------- |
| 1.  | 「CHA-LA HEAD-CHA-LA (Cha-La Head-Cha-La)」                           |      |            | テレビアニメ『ドラゴンボールZ』OPテーマ（1989年）                                                   |
| 2.  | 「motto☆派手にね! (Motto Hadenine)」                                  |      |            | テレビアニメ『かんなぎ』OPテーマ（2010年）                                                          |
| 3.  | 「ミラクル・ガール (Miracle Girl)」(feat. Emily McEwan)               |      |            | テレビアニメ『YAWARA!』OPテーマ（1989年）                                                           |
| 4.  | 「妖怪人間ベム (Humanoid Monster Bem)」                               |      |            | テレビアニメ『妖怪人間ベム』第1作OPテーマ（1968年）                                                 |
| 5.  | 「ETERNAL BLAZE (Eternal Blaze)」                                     |      |            | テレビアニメ『魔法少女リリカルなのはA's』OPテーマ（2005年）                                         |
| 6.  | 「ラムのラブソング (Lum's Love Song)」(feat. Sara Jangfeldt)          |      |            | テレビアニメ『うる星やつら』初代OPテーマ（1981年）                                                  |
| 7.  | 「太陽曰く燃えよカオス (Taiyou Iwaku Moeyo Chaos)」                   |      |            | テレビアニメ『這いよれ! ニャル子さん』第1期OPテーマ（2012年）                                       |
| 8.  | 「オリオンをなぞる (Orion wo Nazoru)」                                |      |            | テレビアニメ『TIGER & BUNNY』前期OPテーマ（2011年）                                                 |
| 9.  | 「ムーンライト伝説 (Sailor Moon)」(feat. Douglas Unger)               |      |            | テレビアニメ『美少女戦士セーラームーン』『美少女戦士セーラームーンR』OPテーマ（1992年）             |
| 10. | 「ETERNAL WIND〜ほほえみは光る風の中〜 (Eternal Wind)」               |      |            | アニメ映画『機動戦士ガンダムF91』主題歌（1991年）                                                   |
| 11. | 「GO! GO! MANIAC (Go! Go! Maniac)」                                   |      |            | テレビアニメ『けいおん!!』前期OPテーマ（2010年）                                                    |
| 12. | 「I Do (I Do)」(feat. Niklas Gabrielsson)                             |      |            | 『攻殻機動隊 STAND ALONE COMPLEX』地上波放送EDテーマ、『攻殻機動隊 S.A.C. 2nd GIG』挿入歌（2004年） |
| 13. | 「READY!! (Ready!!)」                                                 |      |            | 『THE IDOLM@STER』前期OPテーマ（2011年）                                                            |
| 14. | 「ヒャダインのカカカタ☆カタオモイ-C (Hyadain's Kakakata Kataomoi-C)」 |      |            | テレビアニメ『日常』前期OPテーマ（2011年）                                                          |
| 15. | 「ブルーウォーター (Blue Water)」                                     |      |            | テレビアニメ『ふしぎの海のナディア』OPテーマ（1990年）                                              |
| 16. | 「月の繭 (Tsuki no Mayu)」                                            |      |            | テレビアニメ『∀ガンダム』2代目EDテーマ（2000年）                                                    |
| 17. | 「空からこぼれたSTORY (Sorakara Koboreta Story)」                     |      |            | テレビアニメ『名探偵ホームズ』OPテーマ（1984年）                                                    |

### Vol.5（2015年）
『ラスマス・フェイバー・プレゼンツ・プラチナ・ジャズ 〜アニメ・スタンダード Vol.5〜』（2015年11月4日発売、VICP-65337）
| #   | タイトル                                                | 作詞 | 作曲・編曲 | 備考                                                                 |
| --- | ------------------------------------------------------- | ---- | ---------- | -------------------------------------------------------------------- |
| 1.  | 「デビルマンのうた」(feat. Niklas Gabrielsson)          |      |            | テレビアニメ『デビルマン』OPテーマ（1972年）                         |
| 2.  | 「となりのトトロ」                                      |      |            | アニメ映画『となりのトトロ』EDテーマ（1988年）                       |
| 3.  | 「ゲキテイ（檄!帝国華撃団）」(feat. Emily McEwan)       |      |            | テレビアニメ『サクラ大戦』OPテーマ（2000年）                         |
| 4.  | 「きてよパーマン」                                      |      |            | テレビアニメ『パーマン』OPテーマ（1983年）                           |
| 5.  | 「STILL LOVE HER (失われた風景) 」                      |      |            | テレビアニメ『シティーハンター2』2代目EDテーマ（1988年）             |
| 6.  | 「Tank!」                                               |      |            | テレビアニメ『カウボーイビバップ』OPテーマ（1998年）                 |
| 7.  | 「アルタイル」(feat. Emily McEwan & Niklas Gabrielsson) |      |            | テレビアニメ『坂道のアポロン』EDテーマ（2012年）                     |
| 8.  | 「花ハ踊レヤいろはにほ」                                |      |            | テレビアニメ『ハナヤマタ』OPテーマ（2014年）                         |
| 9.  | 「マクロス」(feat. Thomas Eby (spanish version))        |      |            | テレビアニメ『超時空要塞マクロス』OPテーマ（1982年）                 |
| 10. | 「行け!タイガーマスク」(feat. Douglas Unger)            |      |            | テレビアニメ『タイガーマスク』OPテーマ（1969年）                     |
| 11. | 「Cagayake!GIRLS」                                      |      |            | テレビアニメ『けいおん!』初代OPテーマ（2009年）                      |
| 12. | 「inner universe」                                      |      |            | テレビアニメ『攻殻機動隊 STAND ALONE COMPLEX』OPテーマ（2002年）     |
| 13. | 「めぐりあい」(feat. Niklas Gabrielsson)                |      |            | アニメ映画『機動戦士ガンダムIII めぐりあい宇宙（そら）編』（1982年） |
| 14. | 「夏夕空」(feat. Niklas Gabrielsson)                    |      |            | テレビアニメ『夏目友人帳』EDテーマ（2008年）                         |
| 15. | 「優しい忘却」(feat. Emily McEwan)                      |      |            | アニメ映画『涼宮ハルヒの消失』主題歌（2010年）                       |

| #   | タイトル                                  | 作詞 | 作曲・編曲 | 備考                                      |
| --- | ----------------------------------------- | ---- | ---------- | ----------------------------------------- |
| 16. | 「銀河鉄道999」(feat. Niklas Gabrielsson) |      |            | アニメ映画『銀河鉄道999』主題歌（1979年） |

### Vol.6（2019年）
『ラスマス・フェイバー・プレゼンツ・プラチナ・ジャズ 〜アニメ・スタンダード Vol.6〜』（2019年10月23日発売、VICP-65552）
| #   | タイトル                                               | 作詞 | 作曲・編曲 | 備考                                                                            |
| --- | ------------------------------------------------------ | ---- | ---------- | ------------------------------------------------------------------------------- |
| 1.  | 「ようこそジャパリパークへ」                           |      |            | テレビアニメ『けものフレンズ』OPテーマ（2017年）                                |
| 2.  | 「前前前世」(feat. Josefine Wassler)                   |      |            | アニメ映画『君の名は。』主題歌（2016年）                                        |
| 3.  | 「DANZEN! ふたりはプリキュア」(feat. Emily McEwan)     |      |            | テレビアニメ『ふたりはプリキュア』OPテーマ（2004年）                            |
| 4.  | 「夢旅人」(feat. Niklas Gabrielsson)                   |      |            | テレビアニメ『聖闘士星矢』EDテーマ（1986年）                                    |
| 5.  | 「打上花火」                                           |      |            | アニメ映画『打ち上げ花火、下から見るか? 横から見るか?』主題歌（2017年）         |
| 6.  | 「紅蓮の弓矢」                                         |      |            | テレビアニメ『進撃の巨人』OPテーマ（2013年）                                    |
| 7.  | 「いただきマンボ」(feat. Niklas Gabrielsson)           |      |            | テレビアニメ『イタダキマン』OPテーマ（1983年）                                  |
| 8.  | 「四季ノ唄」                                           |      |            | テレビアニメ『サムライチャンプルー』EDテーマ（2004年）                          |
| 9.  | 「ウンディーネ」(feat. Emily McEwan)                   |      |            | テレビアニメ『ARIA The ANIMATION』OPテーマ（2005年）                            |
| 10. | 「銀河鉄道999」(feat. Niklas Gabrielsson)              |      |            | テレビアニメ『銀河鉄道999』OPテーマ（1978年）                                   |
| 11. | 「コネクト」                                           |      |            | テレビアニメ『魔法少女まどか☆マギカ』OPテーマ（2011年）                         |
| 12. | 「One more time, One more chance」(feat. Emily McEwan) |      |            | アニメ映画『秒速5センチメートル』主題歌（2007年）                               |
| 13. | 「THE REAL FOLK BLUES」(feat. Thomas Eby)              |      |            | テレビアニメ『カウボーイビバップ』EDテーマ（1998年）                            |
| 14. | 「もってけ!セーラーふく」                              |      |            | テレビアニメ『らき☆すた』OPテーマ（2007年）                                     |
| 15. | 「甘き死よ、来たれ」(feat. Niklas Gabrielsson)         |      |            | アニメ映画『新世紀エヴァンゲリオン劇場版 Air/まごころを、君に』挿入歌（1997年） |

## ライブ/DVD
Vol.2発売後の2011年1月にプラチナ・ジャズ11名のメンバーが来日し、ビルボードライブ東京（11日）と大阪（13日）の2会場で公演を行った。アルバム2作の収録曲のほかに「GO! GO! MANIAC」（『けいおん!!』前期OPテーマ）を演奏した。
同年7月6日には東京会場での模様を収録したライブDVD『ラスマス・フェイバー・プレゼンツ・プラチナ・ジャズ〜アニメ・スタンダード・ライヴ・アット・ビルボードライブ東京〜』 (VIBP-118) が発売された。また、配信限定でライブアルバムも発売された。
Vol.3発売後の2012年6月にはビルボードライブ大阪（6日）と東京（8、9日）にて再来日公演を行った。今回は『新世紀エヴァンゲリオン』のEDテーマでもあるスタンダード曲「Fly Me to the Moon」を男女デュエットで披露した。また、9日の公演には声優の中島愛がゲスト出演し、持ち歌の「星間飛行」「アイモ〜鳥のひと」と「TRY UNITE!」（ラスマスプロデュース曲）を共演した。
同年7月には地元スウェーデンで行われたBangen Jazz & Blues Festivalに出演した。

## CM使用曲
- 銀河鉄道999 (The Galaxy Express 999、ゴダイゴの楽曲) - サントリーウイスキー知多CM「風の丘で」篇（2015年）[15]
- はじめてのチュウ (My first kiss) - スズキ「バレーノ」「しっくりくる。街にも、自分にも」篇（2016年）